# 谷歌网页服务器
谷歌网页服务器（英語：Google Web Server）是一个专有的网页服务器软件，被  用于  基础设施。 为独家的网页托管而被应用于  生态系统。
2008 年， 团队由  领导。有时  被描述为  基础设施的最警觉的组成部分之一。
2010 年，调查报告称  为全球所有网站的 13% 提供服务。

## 另请参见
- gLinux